# Driving Tour
Driving Tour – światowa trasa koncertowa Paula McCartneya z 2002 r. Obejmowała USA, Japonię i Meksyk.

## Koncerty w ramach trasy Driving USA
- 1 kwietnia – Oakland, Kalifornia, USA – Oakland Arena
- 3 kwietnia – San Jose, Kalifornia, USA – Compaq Arena
- 5 i 6 kwietnia – Paradise, Nevada, USA – MGM Grand Garden Arena
- 10 i 11 kwietnia – Chicago, Illinois, USA – United Center
- 13 kwietnia – Toronto, Ontario, Kanada – Air Canada Centre
- 16 kwietnia – Filadelfia, Pensylwania, USA – First Union Center
- 17 kwietnia – East Rutherford, New Jersey, USA – Continental Airlines Arena
- 19 kwietnia – Boston, Massachusetts, USA – Fleet Center
- 21 kwietnia – Uniondale, Nowy Jork, USA – Nassau Coliseum
- 23 i 24 kwietnia – Waszyngton, USA – MCI Center
- 26 i 27 kwietnia – New York City, Nowy Jork, USA – Madison Square Garden
- 29 kwietnia – Cleveland, Ohio, USA – Gund Arena
- 1 maja – Auburn Hills, Michigan, USA – The Palace of Auburn Hills
- 4 maja – Los Angeles – Staples Center
- 5 maja – Anaheim, Kalifornia, USA – Arrowhead Pond
- 7 maja – Denver, Kolorado, USA – Pepsi Center
- 9 i 10 maja – Dallas, Teksas, USA – Reunion Arena
- 12 i 13 maja – Atlanta, Georgia, USA – Phillips Arena
- 15 maja – Tampa, Floryda, USA – Ice Palace
- 17 i 18 maja – Sunrise, Floryda, USA – National Car Rental Center

## Koncerty w ramach trasy Back in the U.S.
- 21 września – Milwaukee, Wisconsin, USA – Bradley Center
- 23 września – Saint Paul, Minnesota, USA – Xcel Energy Center
- 24 września – Chicago, Illinois, USA – United Center
- 27 września – Hartford, Connecticut, USA – Hartford Civic Center
- 28 września – Atlantic City, New Jersey, USA – Boardwalk Hall
- 30 września i 1 października – Boston, Massachusetts, USA – Fleet Center
- 4 października – Cleveland, Ohio, USA – Gund Arena
- 5 października – Indianapolis, Indiana, USA – Consesco Fieldhouse
- 7 października – Raleigh, Karolina Północna, USA – RBC Center
- 9 października – St. Louis, Missouri, USA – Savvis Center
- 10 października – Columbus, Ohio, USA – Schottenstein Center
- 12 października – Nowy Orlean, Luizjana, USA – New Orleans Arena
- 13 października – Houston, Teksas, USA – Compaq Center
- 15 października – Oklahoma City, Oklahoma, USA – Ford Center
- 18 października – Portland, Oregon, USA – Rose Garden
- 19 października – Tacoma, Waszyngton, USA – Tacoma Dome
- 21 października – Sacramento, Kalifornia, USA – ARCO Arena
- 22 października – San Jose, Kalifornia, USA – Compaq Arena
- 25 października – Anaheim, Kalifornia, USA – Arrowhead Pond
- 26 października – Paradise, Nevada, USA – MGM Grand Garden Arena
- 28 października – Los Angeles, Kalifornia, USA – Staples Center
- 29 października – Phoenix, Arizona, USA – America West Arena

## Koncerty w ramach trasy Driving Mexico Tour
- 2, 3 i 5 listopada – Meksyk, Meksyk – Palacio de los Deportes

## Koncerty w ramach trasy Driving Japan Tour
- 11, 13 i 14 listopada – Tokio, Japonia – Tokyo Dome
- 17 i 18 listopada – Osaka, Japonia – Osaka Dome

## Muzycy
- Paul McCartney – frontman, gitara akustyczna, gitara elektryczna, gitara basowa, fortepian, ukulele
- Rusty Anderson – chórki, gitara elektryczna i gitara akustyczna
- Brian Ray - chórki, gitara akustyczna, gitara elektryczna i gitara basowa
- Paul Wickens - chórki, keyboardy, gitara elektryczna i gitara basowa
- Abe Laboriel Jr. - chórki, perkusja i instrumenty perkusyjne